# Ричард Шелдон
Ричард Шелдон (енгл. Richard Sheldon; Ратланд, 9. јул 1878 — 23. јануар 1935) је био амерички атлетичар чија специјалност је било бацање кугле и бацање диска. Био је учесник Олимпијских игара 1900. у Паризу где је освојио две медеља: златну у бацању кугле резултатом 14,10 метара и бронзану у бацању диска 34,10 метара.
Након сто је на дипломирао на Универзитету Јејлу, Шелдон се запослио у Кадилак компанији.
Његов старији брат, Луис Шелдон такође се успешно такмичио на овим играма у скакачким дисциплинама у троскоку, скоку увис, скоку удаљ и троскоку без залета.